# Santa Quitéria (Ceará)
Santa Quitéria é um município brasileiro do estado do Ceará.
Sua população no centro urbano estimada pelo Instituto Brasileiro de Geografia e Estatística para 2024 foi de 41.647 habitantes. É o maior município do Ceará em extensão territorial.

## Toponímia
O nome do município é uma homenagem a Santa Quitéria, mártir do século II e habitante da Lusitânia. No século VII o povo começou a lhe atribuir milagres e venerá-la com mártir, sendo seu nome bastante difundido, sobretudo na França, Espanha e Portugal. Chegou no Brasil trazida pelos colonizadores portugueses. O município de Santa Quitéria leva o nome da Santa e que, obviamente a tem por sua padroeira.

## História
Ignora-se quando se deram ao certo as primeiras penetrações na região em que se localiza atualmente o Município de Santa Quitéria. No século XVIII os irmãos José Machado Freire e Miguel Machado Freire, conseguiram por sesmaria, seis léguas de terra as margens do Rio Groaíras, porém foi em 1760 que João Pinto de Mesquita que residia na Fazenda Jacurutu Velho, próximo de onde é hoje o Distrito de Malhada Grande, instalou uma fazenda para abrigar seu filho, João de Mesquita Pinto, recém casado. Esta fazenda, localizada às margens do Riacho Cascavel, foi a primeira fazenda da região e chamava-se Fazenda Cascavel.
Outras casas foram sendo construídas ao redor da fazenda, com o aumento da população surgiu a necessidade de ser erigida uma capela, o que aconteceu nas proximidades de onde é hoje o cruzamento das ruas João Rodrigues Pinto e Adroaldo Martins. A família Pinto de Mesquita desejando formar um povoado fez doação do terreno próximo a foz do Riacho Cascavel, estabelecendo a condição de que seus descendentes teriam direito de edificar suas habitações nas térreas doadas.
Em março de 1823 o povoado é elevado a freguesia, unida à capela de Santa Quitéria (vide Cap. Paroquial de Santa Quitéria). A comarca de Santa Quitéria foi criada em 1873, compreendendo os termos de Santa Quitéria e Tamboril, posteriormente tornaram-se independentes, sendo a de Santa Quitéria criada em 1884 e a de Tamboril em 1874. A comarca foi primeiramente Tamboril, depois transferida a sede para Santa Quitéria em 1879. Era comarca de primeira entrância.
Quando o município foi criado, sendo desmembrado de Sobral em 1856, possuía uma área bem maior. Com o passar dos tempos foi perdendo parte de seu território para criação de outros municípios. Em 1929 perdeu o distrito de Riacho Guimarães para ser criado o município de Cariré. Riacho Guimarães hoje é a cidade de Groaíras. Em 1951 perdeu parte de suas terras situadas nas Serra das Matas para fazer parte do município de Monsenhor Tabosa. Em 1957 foi a vez do então distrito de Hidrolândia se emancipar e em 1990 o distrito de Senador Catunda também se tornou independente.
A povoação teve o nome de Cascavel até a conclusão do templo, que foi dedicado a Santa Quitéria. Dai, então, tomou o nome da Santa, o qual perdurou até hoje. Seu primeiro vigário foi o padre Francisco Gomes Parente.

## Formação administrativa
Em 1823 foi criado o distrito de Santa Quitéria, sendo este pertencendo a Sobral. Em 1856 foi elevada à categoria de vila. Em 1899 Santa Quitéria tem seu primeiro distrito: Arraial do Vídeo. Em 1929 Santa Quitéria anexou o território do extinto município Entre Rios (que continha dois distritos: Entre Rios e Cajazeiras. Ambos se tornaram distritos quiterienses). Em 1931 Santa Quitéria também anexou o extinto município de Santa Cruz, que foi rebaixado a distrito. Em 1933 Santa Quitéria tem criado mais dois distritos: Madalena, Simimbu e Trapiá. Em 1935 Santa Cruz se emancipa de Santa Quitéria e leva o distrito de Simimbu anexado a seu território. Em 1936 mais dois distritos aparecem em Santa Quitéria: Carnaubal e Graça, e Arraial do Vidéo muda o nome para Vidéu.
Em 1938 o distrito Madalena muda o nome para Catunda, e engole o extinto distrito de Vidéu. Em 1943 Cajazeiras muda o nome para Batoque, e Entre Rios muda o nome para Macaraú. Em 1957, Batoque se emancipa de Santa Quitéria, e em 1960 Macaraú também se emancipa. Em 1963 nasce mais um distrito: Malhada Grande, e no mesmo ano Catunda se emancipa, e muda o nome para Senador Catunda. Ainda em 1963 (ano em que foi elevado a distrito) Malhada Grande se emancipa, e Trapiá também se emancipa, mudando seu nome para Otávio Lôbo, e o povoado Muribeca se torna distrito quiteriense.
Em 1964 mais 3 distritos são criados: Areal, Logradouro e Raimundo Martins. Em 1965 Santa Quitéria anexa o território de 5 municípios extintos: Otávio Lobo (que depois mudou o nome novamente para Trapiá), Senador Catunda (que mudou o nome novamente para Catunda), Macaraú, Malhada Grande e Muribeca. Todos foram rebaixados a distritos. Em 1990, Catunda se emancipa novamente, e novamente muda o nome para Otávio Lobo, e o distrito Areal muda o nome para Lisieux.

## Geografia
Localiza-se a uma latitude 04º19'55" Sul e a uma longitude 40º09'25" Oeste, estando a uma altitude de 198 metros.
Possui uma área de 4.260,681 km2. É o maior município em área do Ceará.

### Bairros
Santa Quitéria possui 16 bairros e todos muito populosos.
- Planalto da Piracicaba: 8.736 hab.
- Pedra da Saudade: 4.281 hab.
- Cinzas: 449 hab.
- Cohab: 958 hab.
- Diro Moreira (Arco): 536 hab.
- Wagner Andrade (Alto do Cristo): 359 hab.
- Boa Vida: 4.152 hab.
- Manduca Penteado: 340 hab.
- Centro: 5.416 hab.
- Luis Dermeval de Andrade (Botafogo): 895 hab.
- Primavera: 2.121 hab.
- Flores:  3.689 hab
- Menezes Pimentel: 1.746 hab.
- Edson Lobo (Pereiros): 7.874 hab.
- Conviver: 100 hab.

### Distritos
Esses são os distritos da cidade de Santa Quitéria, são eles:
- Santa Quitéria (Sede)
- Lisieux: Com uma população estimada em 10.426 hab.
- Macaraú: Com uma população estimada em 8.924 hab.
- Trapiá: Com uma população estimada em 4.245 hab.
- Malhada Grande: Com uma população estimada em 2.304 hab.
- Saco do Belém: Com uma população estimada em 2.141 hab.
- Raimundo Martins: Com uma população estimada em 2.496 hab.
- Riacho das Pedras: Com uma população estimada em 1.232 hab. Criado em 2017.
- Logradouro: Com uma população estimada em 1.099 hab. Criado em 2017.

## Mídia
Os meios de comunicações estão presentes no cotidiano dos quiterienses (como sites informativos, televisão e rádio).

### Emissoras de Rádio
Rádio Itataia AM 890 (pertencente à família do ex-prefeito Haroldo Martins).
Rádio Cidade FM 87,9 (pertencente à Fundação Izelda Braga, do ex-vereador Otelino Braga).
Rádio Pioneira AM 830 (com concessão em Forquilha e estúdio em Santa Quitéria, do prefeito Tomás Figueiredo).
Rádio Somzoom Sat FM 97,3 (pertencente ao Grupo Ceará Agora, de Luzenor de Oliveira e dirigida pelo empresário Marcelo Magalhães).
Rádio Plus FM 106,5 (pertencente ao Grupo Ceará Sat, de Donizete Arruda).

## Política

### Poder executivo
O poder executivo do município de Santa Quitéria é representado pelo prefeito, auxiliado por secretários, conforme o terceiro capítulo da Lei Orgânica do Município e seguindo o modelo proposto pela Constituição Federal.

### Poder legislativo
O poder legislativo de Santa Quitéria é constituído pela Câmara Municipal, composta por vereadores.

## Religião

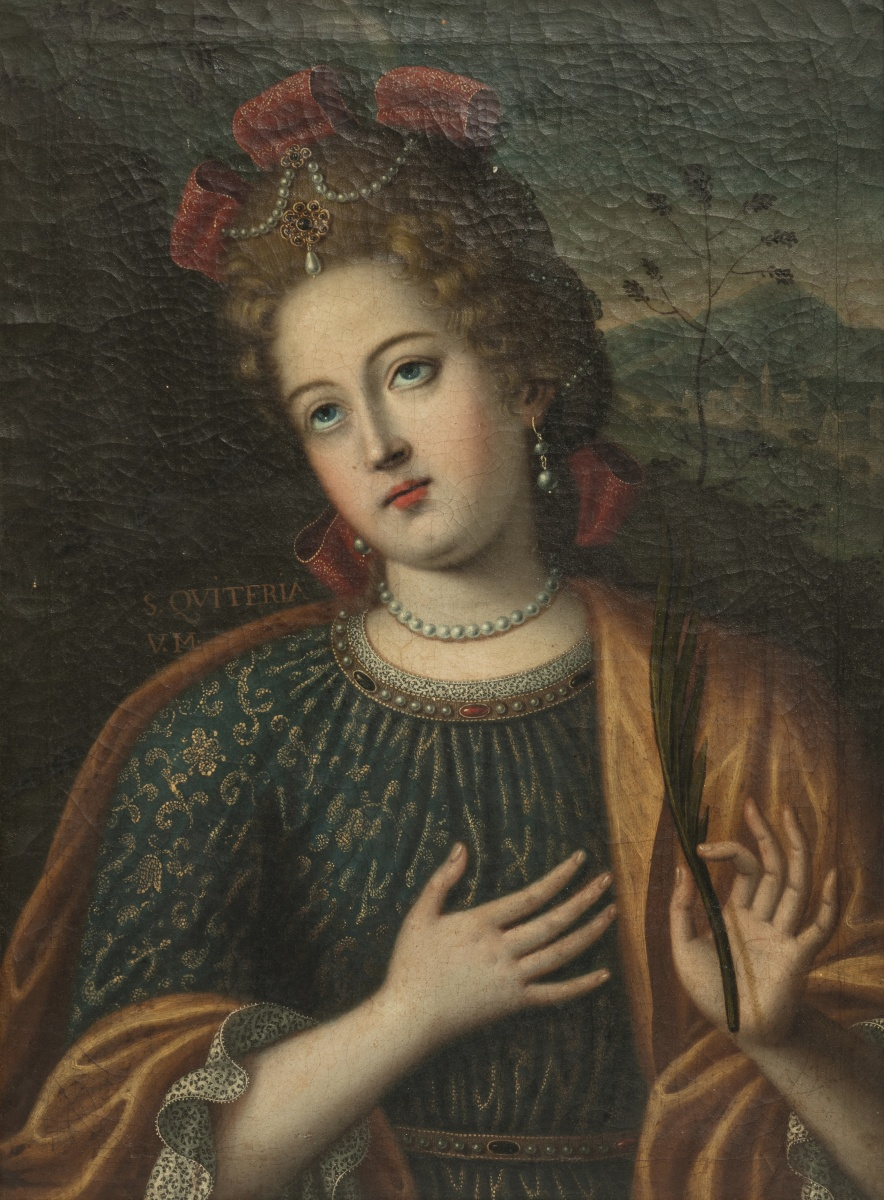
A Virgem Mártir Santa Quitéria, num óleo português do século XVIII

A maior parte dos quiterienses professam a fé católica. Os festejos religiosos em honra à padroeira deste município, Santa Quitéria, acontecem anualmente entre os dias 12 e 22 de maio, onde atrai uma grande concentração dos paroquianos e fiéis católicos, também, de outros municípios.
A paróquia de Santa Quitéria foi fundada no dia 23 de março de 1823.
Há presença de cristãos evangélicos, sendo a Assembleia de Deus a maior denominação protestante em Santa Quitéria. Em 2010 cerca de 2.190 quiterienses eram evangélicos ou frequentavam uma igreja protestante.

## Território e ambiente
Apresenta 22.6% de domicílios com esgotamento sanitário adequado, 80.5% de domicílios urbanos em vias públicas com arborização e 7.4% de domicílios urbanos em vias públicas com urbanização adequada (presença de bueiro, calçada, pavimentação e meio-fio). Quando comparado com os outros municípios do estado, o território quiteriense fica na posição 66 de 184, 146 de 184 e 44 de 184, respectivamente. Já quando comparado a outras cidades do Brasil, sua posição é 3497 de 5570, 2364 de 5570 e 3089 de 5570, respectivamente.

### Emprego e Renda
Atualmente os quiterienses vivem das transferência diretas e indiretas de recursos federais e estaduais, bem como dos empregos públicos que injetam recursos diretamente na economia e são movimentados no comércio e serviços. Grandes fábricas de calçados e muitas outras fontes de emprego existem na cidade. É a terceira cidade mais rica da região Noroeste do estado.
Não se pode deixar de registrar a importância do polo industrial de calçados iniciado em meados de 1997 e ainda das indústrias extrativistas de mármore e granito, e no aguardo de início da exploração da grande Mina de Itataia, rica sobretudo em fosfato e urânio.

### Educação
Em 2015, os alunos dos anos inicias da rede pública da cidade de Santa Quitéria tiveram nota média de 5.7 no IDEB. Para os alunos dos anos finais, essa nota foi de 4.7. Na comparação com cidades do mesmo estado, a nota dos alunos dos anos iniciais colocava esta cidade na posição 89 de 184. Considerando a nota dos alunos dos anos finais, a posição passava a 59 de 184. A taxa de escolarização (para pessoas de 6 a 14 anos) foi de 97.6 em 2010. Isso posicionava o município na posição 76 de 184 dentre as cidades do estado e na posição 2733 de 5570 dentre as cidades do Brasil.
O Município de Santa Quitéria conta com 7.763 alunos devidamente matriculados na rede municipal de ensino, segundo dados repassados pela Secretaria de Educação em agosto de 2018.
A cidade conta ainda com:
- 48 Escolas Municipais;
- 05 Escolas Estaduais;
- 02 Escolas Particulares;
- 01 Escola Família Agrícola;
- 01 Universidade Aberta do Brasil - UAB.

### Saúde
A taxa de mortalidade infantil média em Santa Quitéria é de 16.72 para 1.000 nascidos vivos. As internações devido a diarreias são de 2.3 para cada 1.000 habitantes. Comparado com todos os municípios do estado, fica nas posições 54 de 184 e 39 de 184, respectivamente. Quando comparado a cidades do Brasil todo, essas posições são de 1708 de 5570 e 1400 de 5570, respectivamente.
Cidadãos Notórios:
- Dr. João Otávio Lôbo, médico e político
- Tomás Pompeu de Sousa Brasil, político;
- Joaquim Catunda, político;
- Francisco de Meneses Pimentel, político.